# Ульфельд

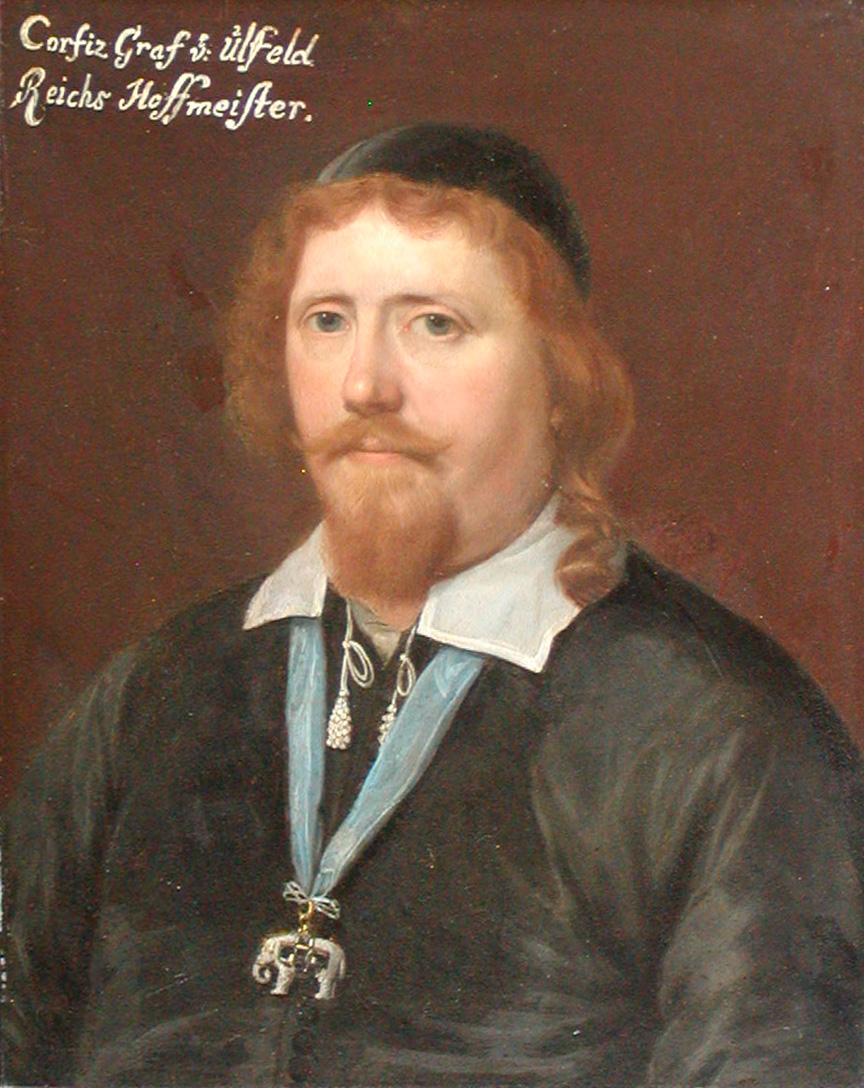
Корфитц Ульфельд

Ульфельд (швед. Ulfeld) — стародворянская фамилия в Дании. Владели поместьем Марсвинсхольм, где позднее был построен одноимённый замок.

## Биография
Представители её выдвинулись в особенности на дипломатическом поприще. Яков Ульфельд (1535—1593) участвовал в посольстве в Москву в 1578 году. Так как он отступил от полученной им королевской инструкции и, вместо вечного мира, заключил с Москвой мир на 15 лет, он был удален из риксрата. Составленное им описание его московской миссии было напечатано по-латыни в 1608 и 1627 годах.
Его сын Яков Ульфельд (1567—1630) написал «Compendium historiae regum Daniae 1333—1559».
Сын последнего Корфитц Ульфельд (1606—1664) — дипломат и государственный деятель — был женат на побочной дочери короля Христиана IV, Леоноре-Христине. Главным мотивом всей его государственной деятельности было честолюбие и стремление к власти и деньгам. Он склонил Христиана IV к новой таможенной политике, результатом которой были разрыв с Нидерландами и война со Швецией в 1643 году. После смерти Христиана IV, Ульфельд стал во главе двухмесячного междуцарствия и был главным инициатором проекта ограничения королевской власти; говорили, что он поддерживал права на престол Вальдемара Кристиана, желая отстранить от короны Фредерика III; ему приписывали даже намерение учредить в Дании аристократическую республику, во главе которой он сам надеялся стать.
Гордость Ульфельда, роскошь, какою он окружал себя в тяжелое для всех время, вызвали против него сильный ропот и при дворе, и в народе. В 1640 году Ульфельд ездил в Нидерланды, для заключения с ними договора. За это время его авторитет и влияние значительно пали; против него предъявлялись разного рода обвинения, например, в намерении убить короля, поэтому Ульфельд решил со своей семьей и громадным состоянием покинуть Данию.
Сначала он жил в Нидерландах, затем переселился в Стокгольм. Зиму 1651—52 годов он провёл в Штральзунде и тут составил свою защиту — «Höjtraengende aeresforsvar». Озлобленный конфискацией его имений, он стал склонять Швецию и Англию к разрыву с Данией. Когда в 1657 году началась война Швеции с Данией, Ульфельд перешел на шведскую службу и сопровождал Карла в Данию. В августе 1657 года Ульфельд обратился с воззванием к ютландскому дворянству, убеждая его отпасть от Фридриха III. Когда начались переговоры о мире, Ульфельд настаивал на том, чтобы ему возвращены были все конфискованные имения его, дано вознаграждение за понесенные потери и убытки и разрешено поселиться снова в Дании.
После Роскилльского мира Ульфельд был назначен генерал-губернатором Померании, но скоро навлек на себя подозрение шведского правительства: он не одобрял второй войны Карла с Данией и был обвинен в участии в заговоре, обнаружившемся в Мальмё среди датской партии. В мирном договоре 1660 года ни одно из ходатайств Ульфельда не было уважено.
В 1660 году Ульфельд появился в Копенгагене, но был арестован и отправлен в заточение на остров Бернгольм. Через полтора года он получил свободу, но навсегда был лишен влияния на государственные дела. Живя то в Голландии, то во Франции, то в Германии, Ульфельд везде старался вызвать вражду к своему королю. Курфюрст Бранденбурга Фридрих Вильгельм I Бранденбургский, находясь в дружеских отношениях к датскому двору, открыл последнему преступные замыслы Ульфельда. В июле 1663 году верховный суд в Копенгагене вызвал Ульфельда на допрос; он не явился и был присужден к лишению чести, жизни и состояния. Смертная казнь была совершена in effigie. Дом Ульфельда в Копенгагене был разрушен и на его месте поставлен позорный столб, остававшийся там до 1842 года.